# Analogi
En analogi (af græsk analogia' overensstemmelse, lighed', af ana- og -logos i betydningen 'forhold') er i Biblen en lignelse: det at beskrive eller forklare noget ved at tage udgangspunkt i noget andet. Ideen er, at hvis der er væsentlige ligheder, må alt hvad man kan sige om det ene, også gælder om det andet.
I tekstanalyser bruges analogier ofte til at finde budskaber – også forfatterens utilsigtede. Det foregår ved at drage paralleller mellem elementer fra virkeligheden og tekstens genstande, personer, steder, lidelser el.lign. Handlingen og elementerne i teksten skal have tydelige fællestræk med virkeligheden for at analogien holder, men så kan man til gengæld også forudse handlingen og slutningen. Hvis teksten har en morale, viser den, hvordan man skal forholde sig til den virkelighed, man har trukket paralleller til.
Ordet analogi bruges desuden inden for blandt andet biologi og jura, hvor betydningen varierer.